# Badalona Dracs 2016
Questa voce raccoglie le informazioni riguardanti i Badalona Dracs nelle competizioni ufficiali della stagione 2016.

## Maschile

### LNFA Serie A 2016

#### Stagione regolare
| 23 gennaio 2016, ore 17:00 | Reus Imperials | 18 – 62 referto | Badalona Dracs |  |

| 7 febbraio 2016, ore 11:30 | Badalona Dracs | 53 – 0 referto | Valencia Giants |  |

| 20 febbraio 2016, ore 17:00 | Valencia Firebats | 13 – 38 referto | Badalona Dracs |  |

| 13 marzo 2016 | Barberá Rookies | 8 – 56 referto | Badalona Dracs |  |

| 3 aprile 2016, ore 11:30 | Badalona Dracs | 67 – 6 referto | Reus Imperials |  |

| 10 aprile 2016, ore 12:00 | Valencia Giants | 0 – 48 referto | Badalona Dracs |  |

| 24 aprile 2016, ore 11:30 | Badalona Dracs | 51 – 27 referto | Valencia Firebats |  |

| 22 maggio 2016, ore 11:30 | Badalona Dracs | 47 – 0 referto | Barberá Rookies |  |

#### Playoff
| 5 giugno 2016, ore 11:30 | Badalona Dracs | 49 – 3 referto | Reus Imperials |  |

| Calatayud 18 giugno 2016, ore 21:00 | Badalona Dracs | 41 – 14 referto | Valencia Firebats |  |

### European Football League 2016

#### Stagione regolare
| Badalona 19 marzo 2016, ore 17:00 | Badalona Dracs | 46 – 41 (18-0 6-7 15-15 7-19) referto | Black Panthers de Thonon | Camp Municipal de Badalona |

| Francoforte sul Meno 28 maggio 2016, ore 19:00 | Frankfurt Universe | 49 – 7 (7-0 28-0 7-0 7-7) | Badalona Dracs | Frankfurter Volksbank Stadion |

### XXI Copa de España
L'edizione non è stata disputata. I Dracs sono stati comunque proclamati campioni dalla federazione.

### Statistiche di squadra
| Competizione           | %Vittorie | In casa | In casa | In casa | In casa | In casa | In casa | In trasferta | In trasferta | In trasferta | In trasferta | In trasferta | In trasferta | Totale | Totale | Totale | Totale | Totale | Totale |
| Competizione           | %Vittorie | G       | V       | N       | P       | Pf      | Ps      | G            | V            | N            | P            | Pf           | Ps           | G      | V      | N      | P      | Pf     | Ps     |
| ---------------------- | --------- | ------- | ------- | ------- | ------- | ------- | ------- | ------------ | ------------ | ------------ | ------------ | ------------ | ------------ | ------ | ------ | ------ | ------ | ------ | ------ |
| LNFA Stagione regolare | 1.000     | 4       | 4       | 0       | 0       | 218     | 33      | 4            | 4            | 0            | 0            | 204          | 39           | 8      | 8      | 0      | 0      | 422    | 72     |
| LNFA Playoff           | 1.000     | 2       | 2       | 0       | 0       | 90      | 17      | 0            | 0            | 0            | 0            | 0            | 0            | 2      | 2      | 0      | 0      | 90     | 17     |
| EFL                    | .500      | 1       | 1       | 0       | 0       | 46      | 41      | 1            | 0            | 0            | 1            | 7            | 49           | 2      | 1      | 0      | 1      | 53     | 90     |
| Totale                 | .917      | 7       | 7       | 0       | 0       | 354     | 91      | 6            | 5            | 0            | 1            | 211          | 88           | 12     | 11     | 0      | 1      | 565    | 179    |

## Femminile

### LNFA Femenina 2016

#### Stagione regolare
| 24 gennaio 2016, ore 12:00 | L'Hospitalet Pioners | 48 – 0 referto | Badalona Dracs |  |

| 14 febbraio 2016, ore 11:30 | Badalona Dracs | 0 – 34 referto | Barcelona Búfals |  |

| 6 marzo 2016, ore 11:30 | Badalona Dracs | 6 – 52 referto | Las Rozas Black Demons |  |

| 10 aprile 2016, ore 16:30 | Terrassa Reds | 28 – 0 referto | Badalona Dracs |  |

| 15 maggio 2016, ore 11:00 | Barberá Rookies | 52 – 0 referto | Badalona Dracs |  |

### Statistiche di squadra
| Competizione            | %Vittorie | In casa | In casa | In casa | In casa | In casa | In casa | In trasferta | In trasferta | In trasferta | In trasferta | In trasferta | In trasferta | Totale | Totale | Totale | Totale | Totale | Totale |
| Competizione            | %Vittorie | G       | V       | N       | P       | Pf      | Ps      | G            | V            | N            | P            | Pf           | Ps           | G      | V      | N      | P      | Pf     | Ps     |
| ----------------------- | --------- | ------- | ------- | ------- | ------- | ------- | ------- | ------------ | ------------ | ------------ | ------------ | ------------ | ------------ | ------ | ------ | ------ | ------ | ------ | ------ |
| LNFAF Stagione regolare | .000      | 2       | 0       | 0       | 2       | 6       | 86      | 3            | 0            | 0            | 3            | 0            | 128          | 5      | 0      | 0      | 5      | 6      | 214    |
| Totale                  | .000      | 2       | 0       | 0       | 2       | 6       | 86      | 3            | 0            | 0            | 3            | 0            | 128          | 5      | 0      | 0      | 5      | 6      | 214    |